# Campionati europei di hockey su pista 1971
I Campionati Europei 1971 furono la 30ª edizione dei campionati europei di hockey su pista; la manifestazione venne disputata in Portogallo a Lisbona dall'8 al 16 maggio 1971.

La competizione fu organizzata dalla Fédération Internationale de Roller Sports.

Il torneo fu vinto dalla nazionale portoghese per la 12ª volta nella sua storia.

## Città ospitanti e impianti sportivi
| CITTÀ   | IMPIANTO | CAPIENZA |
| Lisbona | ?        | ?        |

## Svolgimento del torneo

### Risultati
| Lisbona maggio 1971 | Belgio | 7 – 2 | Francia |  |

| Lisbona maggio 1971 | Belgio | 4 – 3 | Germania Ovest |  |

| Lisbona maggio 1971 | Belgio | 7 – 2 | Inghilterra |  |

| Lisbona maggio 1971 | Belgio | 5 – 6 | Italia |  |

| Lisbona maggio 1971 | Belgio | 1 – 5 | Paesi Bassi |  |

| Lisbona maggio 1971 | Belgio | 3 – 11 | Portogallo |  |

| Lisbona maggio 1971 | Belgio | 0 – 5 | Spagna |  |

| Lisbona maggio 1971 | Belgio | 11 – 7 | Svizzera |  |

| Lisbona maggio 1971 | Francia | 4 – 7 | Germania Ovest |  |

| Lisbona maggio 1971 | Francia | 9 – 8 | Inghilterra |  |

| Lisbona maggio 1971 | Francia | 1 – 9 | Italia |  |

| Lisbona maggio 1971 | Francia | 2 – 1 | Paesi Bassi |  |

| Lisbona maggio 1971 | Francia | 0 – 16 | Portogallo |  |

| Lisbona maggio 1971 | Francia | 1 – 10 | Spagna |  |

| Lisbona maggio 1971 | Francia | 7 – 4 | Svizzera |  |

| Lisbona maggio 1971 | Germania Ovest | 4 – 2 | Inghilterra |  |

| Lisbona maggio 1971 | Germania Ovest | 3 – 10 | Italia |  |

| Lisbona maggio 1971 | Germania Ovest | 2 – 2 | Paesi Bassi |  |

| Lisbona maggio 1971 | Germania Ovest | 4 – 3 | Portogallo |  |

| Lisbona maggio 1971 | Germania Ovest | 1 – 5 | Spagna |  |

| Lisbona maggio 1971 | Germania Ovest | 9 – 0 | Svizzera |  |

| Lisbona maggio 1971 | Inghilterra | 3 – 4 | Italia |  |

| Lisbona maggio 1971 | Inghilterra | 3 – 4 | Paesi Bassi |  |

| Lisbona maggio 1971 | Inghilterra | 0 – 4 | Portogallo |  |

| Lisbona maggio 1971 | Inghilterra | 3 – 10 | Spagna |  |

| Lisbona maggio 1971 | Inghilterra | 1 – 4 | Svizzera |  |

| Lisbona maggio 1971 | Italia | 2 – 5 | Paesi Bassi |  |

| Lisbona maggio 1971 | Italia | 1 – 6 | Portogallo |  |

| Lisbona maggio 1971 | Italia | 1 – 4 | Spagna |  |

| Lisbona maggio 1971 | Italia | 5 – 3 | Svizzera |  |

| Lisbona maggio 1971 | Paesi Bassi | 2 – 12 | Portogallo |  |

| Lisbona maggio 1971 | Paesi Bassi | 5 – 11 | Spagna |  |

| Lisbona maggio 1971 | Paesi Bassi | 11 – 2 | Svizzera |  |

| Lisbona maggio 1971 | Portogallo | 4 – 2 | Spagna |  |

| Lisbona maggio 1971 | Portogallo | 13 – 0 | Svizzera |  |

| Lisbona maggio 1971 | Spagna | 11 – 0 | Svizzera |  |

### Classifica
|    | Squadra        | PT | G | V | N | P | GF | GS | Diff. |
| -- | -------------- | -- | - | - | - | - | -- | -- | ----- |
| 1. | Portogallo     | 14 | 8 | 7 | 0 | 1 | 69 | 12 | +57   |
| 2. | Spagna         | 14 | 8 | 7 | 0 | 1 | 58 | 15 | +43   |
| 3. | Italia         | 10 | 8 | 5 | 0 | 3 | 38 | 30 | +8    |
| 4. | Germania Ovest | 9  | 8 | 4 | 1 | 3 | 33 | 30 | +3    |
| 5. | Paesi Bassi    | 9  | 8 | 4 | 1 | 3 | 35 | 35 | 0     |
| 6. | Belgio         | 8  | 8 | 4 | 0 | 4 | 38 | 41 | -3    |
| 7. | Francia        | 6  | 8 | 3 | 0 | 5 | 26 | 62 | -36   |
| 8. | Svizzera       | 2  | 8 | 1 | 0 | 7 | 20 | 68 | -48   |
| 9. | Inghilterra    | 0  | 8 | 0 | 0 | 8 | 22 | 46 | -24   |

## Campioni
| Campione d'Europa 1971 |
| ---------------------- |
| Portogallo 12º titolo  |